# Ferdinand Sauerbruch
Ernst Ferdinand Sauerbruch (Barmen, 3 de julho de 1875 – Berlim, 2 de julho de 1951) foi um médico alemão. É reconhecido como um dos mais significativos e influentes cirurgiões do século XX.
Sepultado no Friedhof Wannsee, Lindenstraße.

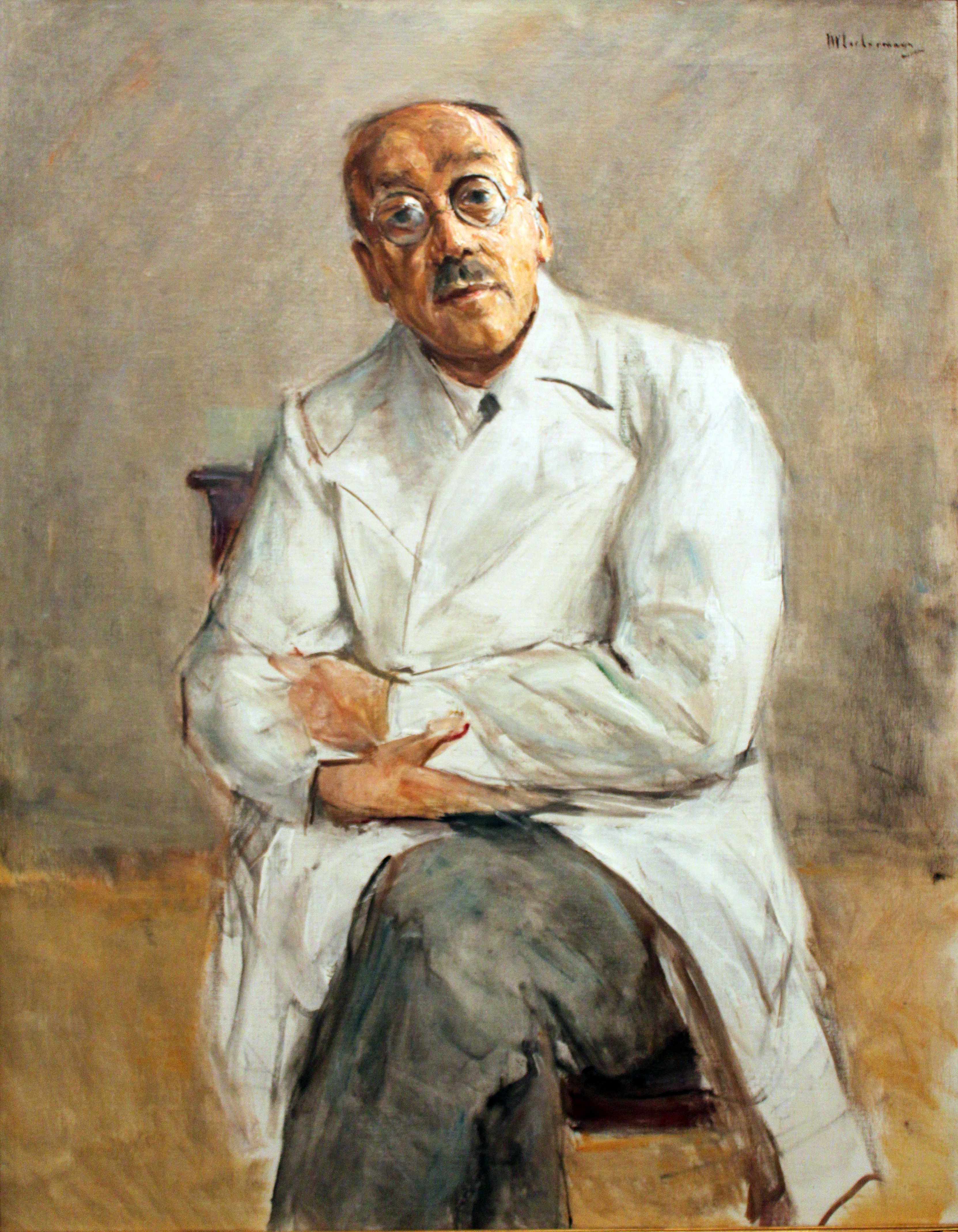
Max Liebermann: Ferdinand Sauerbruch (1932), Kunsthalle Hamburg

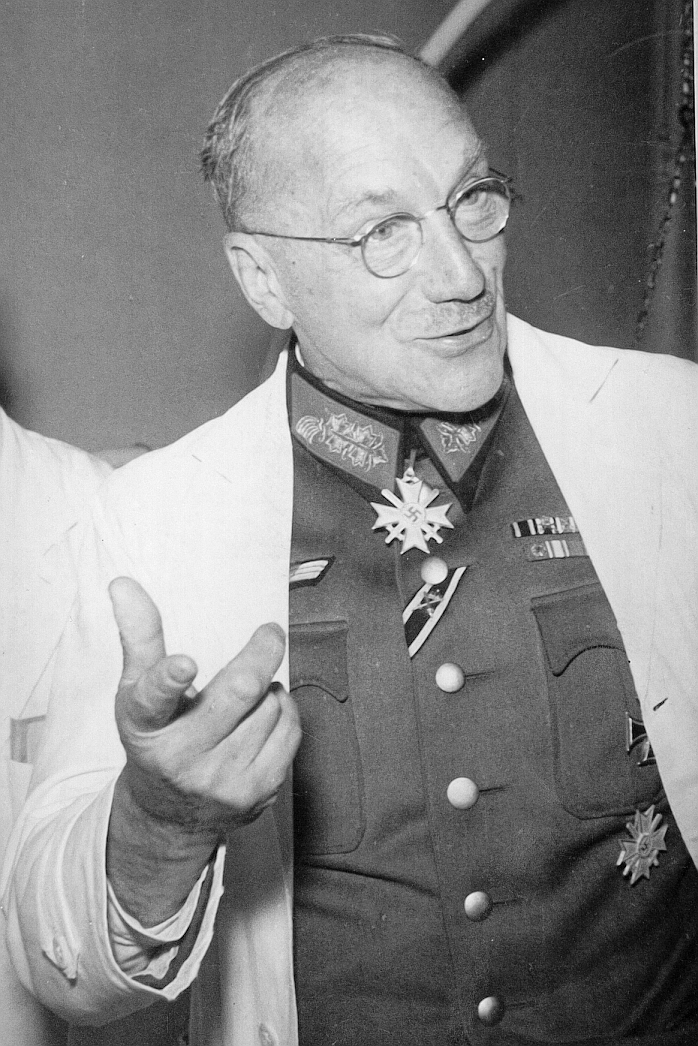
Generalarzt Sauerbruch em Bruxelas, 1943

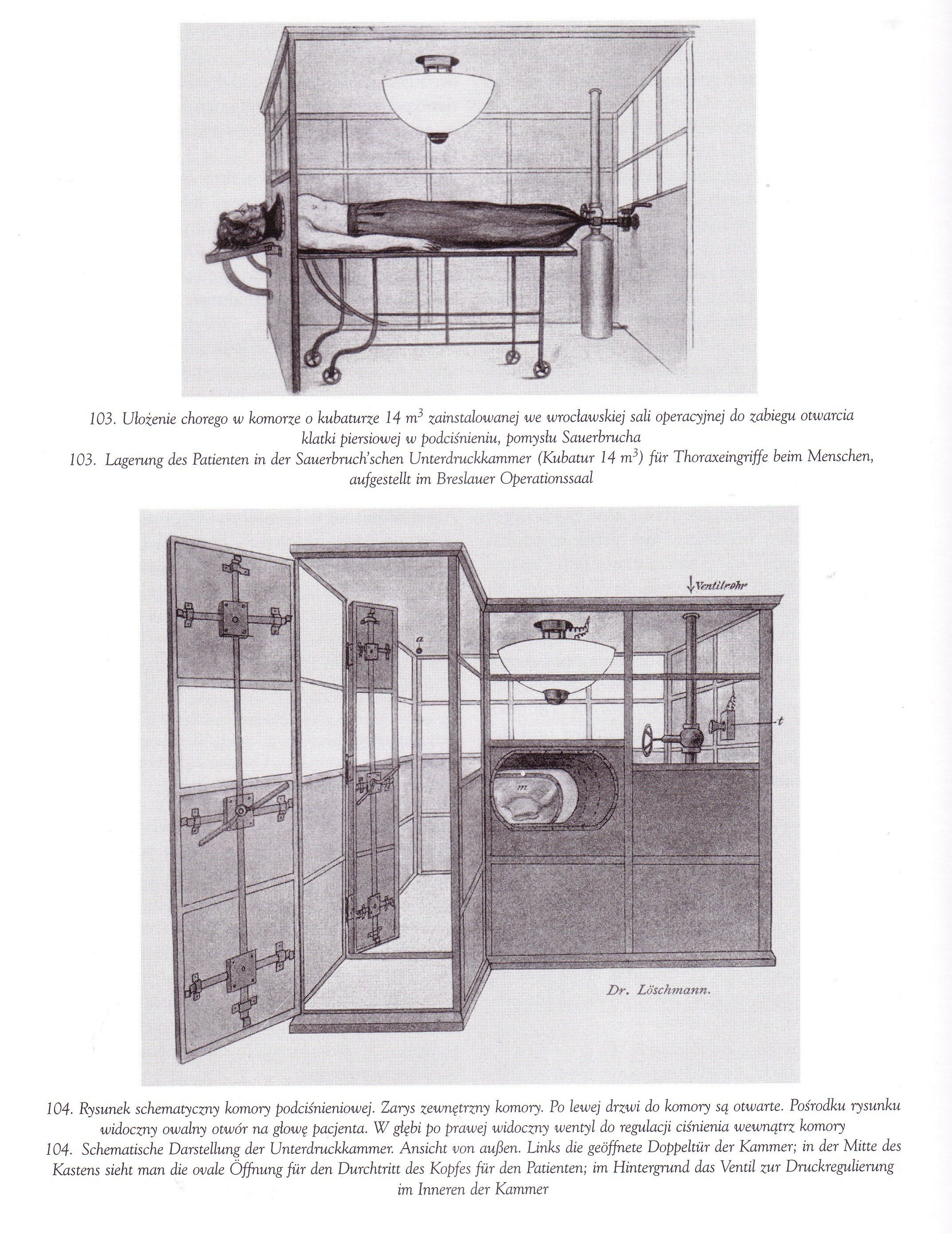
Câmara de sub-pressão de Mikulicz e Sauerbruch

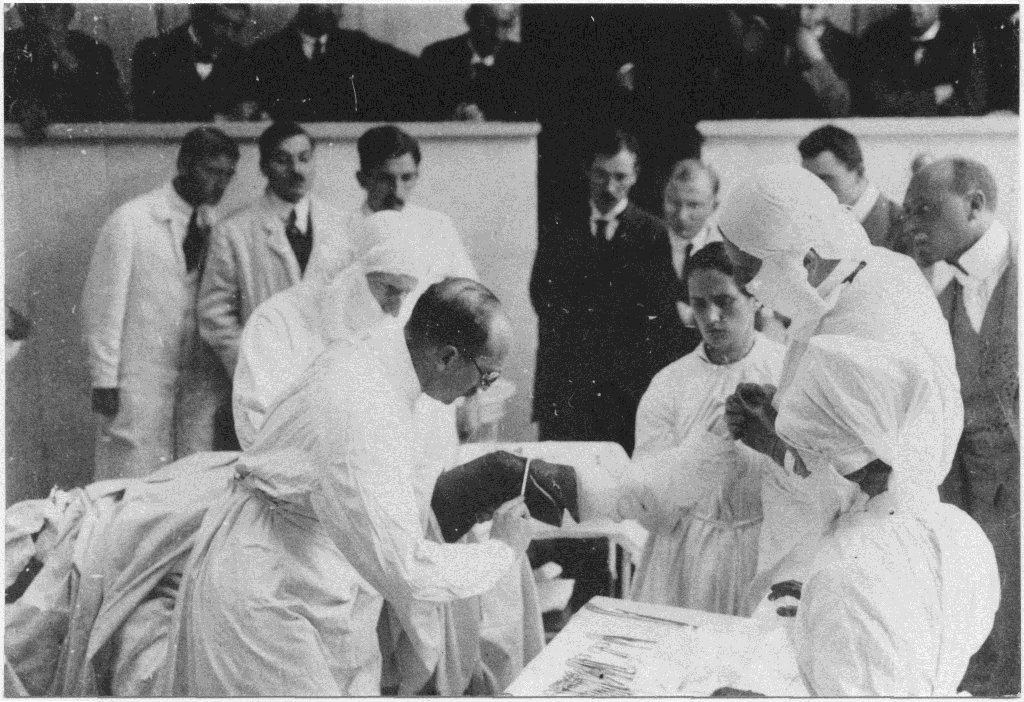
Universidade de Zurique
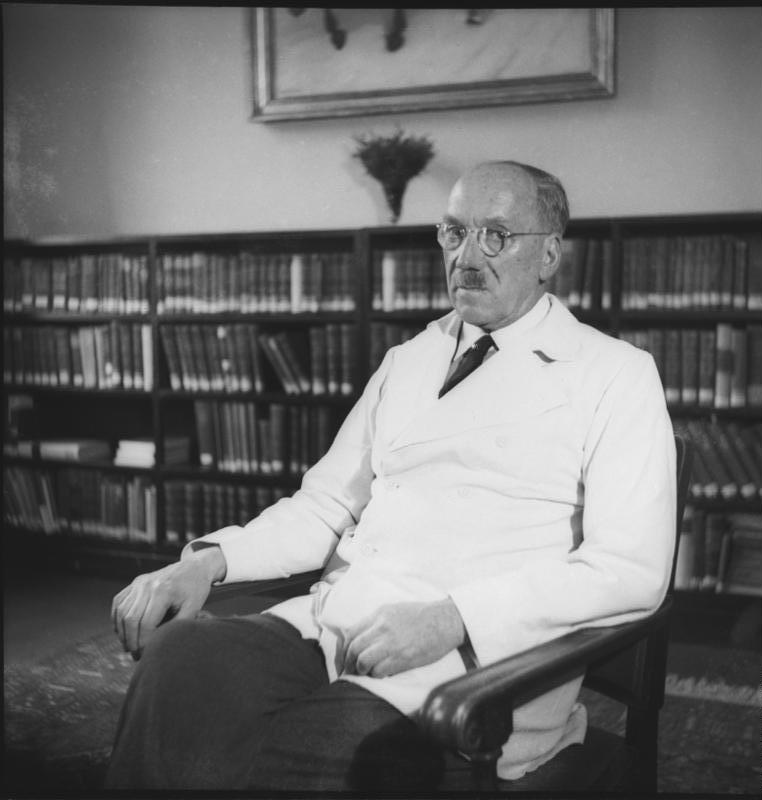
Charité (1946)
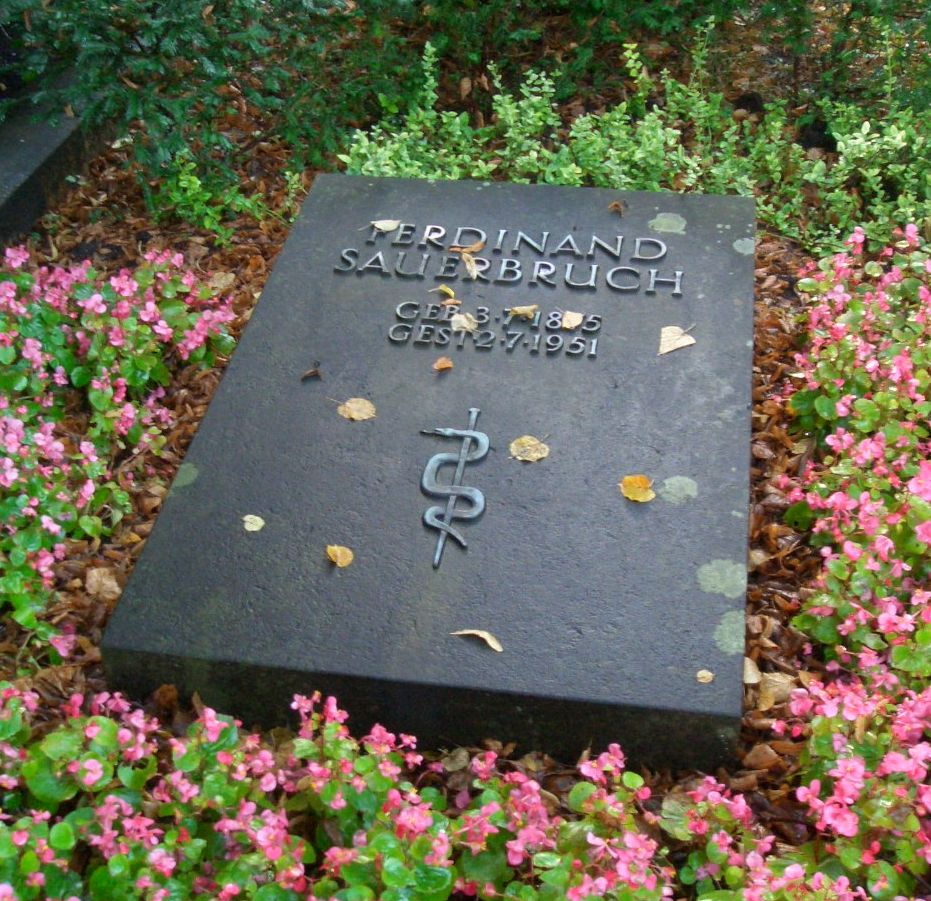
Sepultura no Cemitério de Wannsee, Lindenstraße
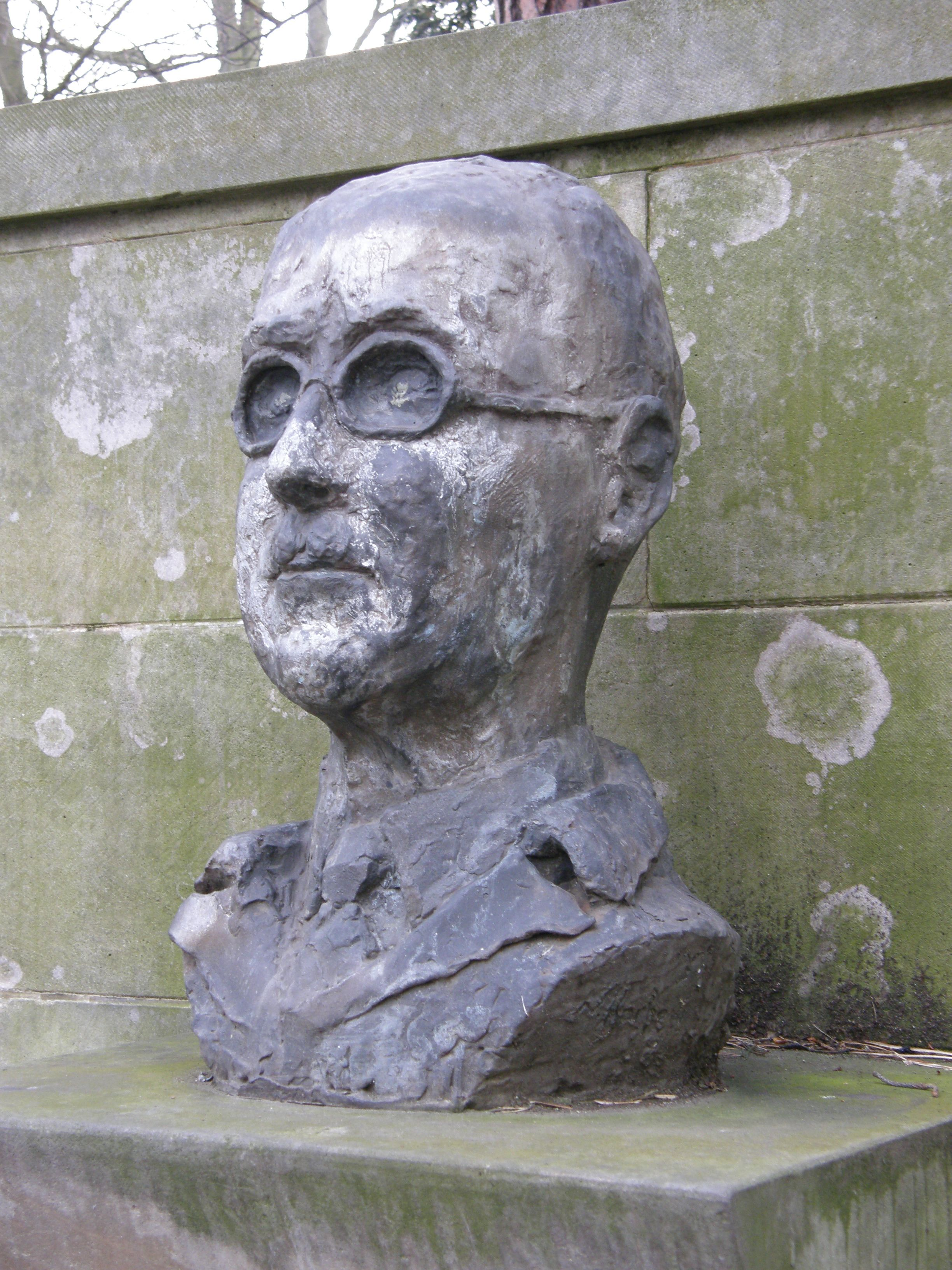
Busto de bronze em Grunewald
Selo de 1975

## Publicações
- Ferdinand Sauerbruch im Sammelband: Hans Weberstedt Hg.: Deutschland fordert Gleichberechtigung. Eine Sammlung von Aufsätzen und Rundfunkreden über die Fragen der Gleichberechtigung, Sicherheit und Abrüstung. Armanen-Verlag, Leipzig 1933 (zus. mit den Antisemiten Johann von Leers, Wilhelm Ziegler u. a. Nazi-Größen).
- Ferdinand Sauerbruch: Das war mein Leben. Kindler & Schiermeyer 1951, ständige Neuauflagen (Knaur, München 1995, ISBN 3-426-75026-0). Die Behauptung des Verlags, es handle sich auch nur entfernt um eine „Autobiographie“, wird von seinem Schüler Nissen bestritten; in: Helle Blätter, dunkle Blätter (172 ff.) beschreibt er genau die Entstehung des Textes zur Zeit schwerer Gedächtnisstörungen Sauerbruchs, der tatsächliche Autor war Hans Rudolf Berndorff, das Buch strotze von Irrtümern.
- Ferdinand Sauerbruch und Rudolf Nissen: Allgemeine Operationslehre. Leipzig 1933.
- Ferdinand Sauerbruch und Hans Wenke: Wesen und Bedeutung des Schmerzes. Berlin 1936.